# Маккубри, Джеймс
Джеймс Фостер Маккубри (англ. James McCoubrey; 13 сентября 1901, Ньюфаундленд — 5 июля 2013) — канадско-американский долгожитель. До верификации Салустиано Санчеса ошибочно считался самым пожилым мужчиной в мире  с момента смерти Дзироэмона Кимуры 12 июня 2013 года. Кроме этого, он являлся самым пожилым мужчиной в США после смерти Шелби Харриса с 25 июля 2012 года.

## Биография
Джеймс Маккубри родился в Ньюфаундленде, который в те годы был отдельной британской колонией, а сейчас является частью Канады. Маккубри являлся старейшим верифицированным мужчиной, когда-либо рождённым в Канаде в современных границах. Также он являлся третьим из старейших верифицированных иммигрантов-мужчин, переехавших когда-либо в Соединённые Штаты, после Кристиана Мортенсена и Салустиано Санчеса. Джеймс Маккубри жил в небольшом городке Уолнат-Крик, недалеко от Сан-Франциско, штат Калифорния. Скончался 5 июля 2013 года в возрасте 111 лет 295 дней в период реабилитации после перенесённой пневмонии.